# طوفان (فیلم ۱۹۸۲)
طوفان (انگلیسی: Tempest) فیلمی در ژانر کمدی-درام به کارگردانی پل مازورسکی است که در سال ۱۹۸۲ منتشر شد.

## بازیگران
- جان کاساوتیس
- جنا رولندز
- سوزان ساراندون
- ویتوریو گاسمن
- رائول هولیا
- مالی رینگوالد
- سام روباردس
- پال استوارت
- جری هاردین